# Draken (Göteborg)
Pour les articles homonymes, voir Draken.

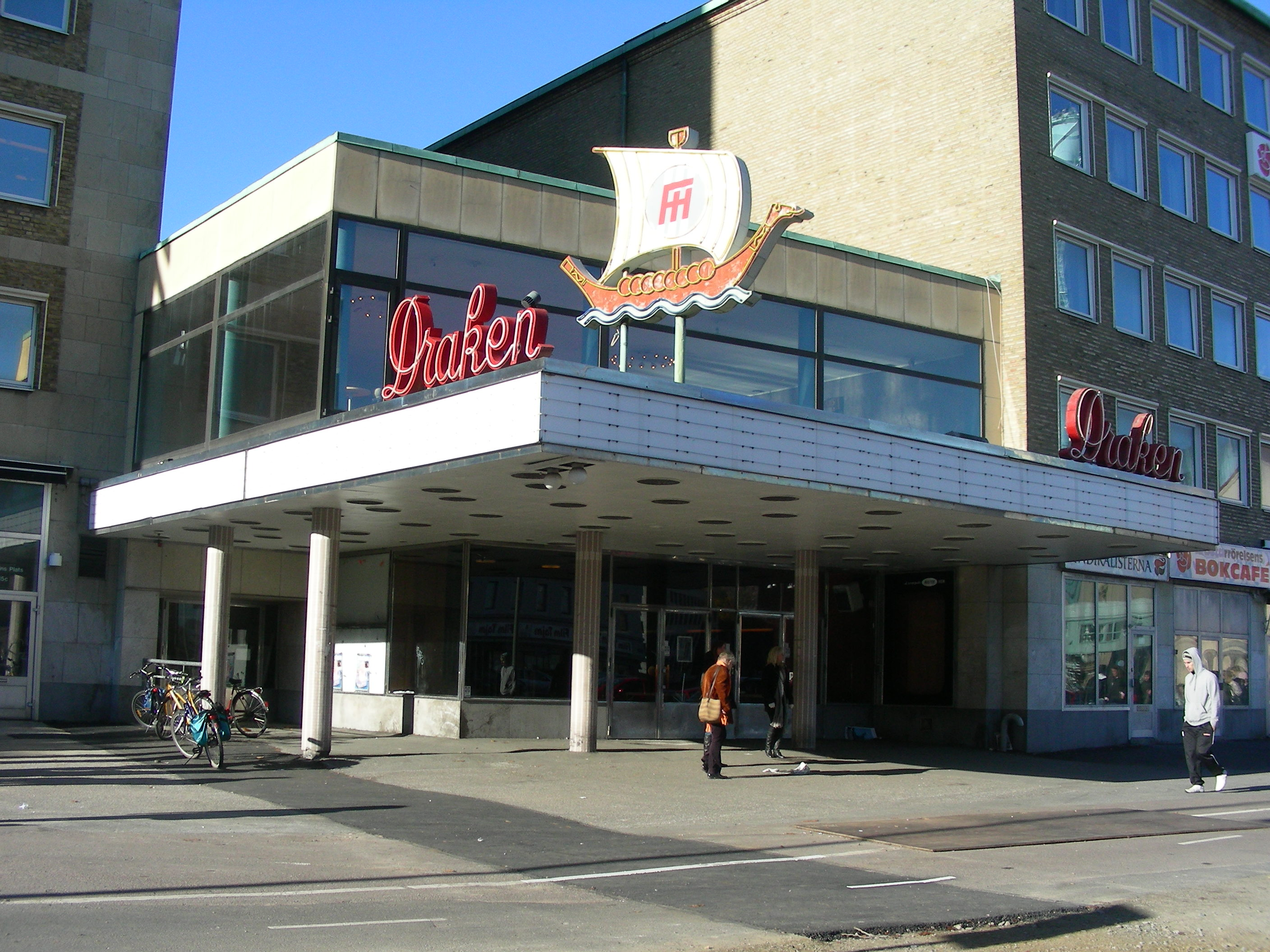
Entrée du Draken.

Draken (Fr. Le Dragon) est une salle de cinéma de la ville de Göteborg, en Suède. Inaugurée le 26 avril 1956, elle se situe dans l'enceinte de la maison du peuple (Folkets hus) de Göteborg, à proximité de la place publique Järntorget. Le Draken accueille chaque année le festival international du film de Göteborg, plus important festival de cinéma de Scandinavie, au cours duquel sont projetés, au Drake et dans plusieurs autres salles de la ville, les films en compétition. Le cinéma est exploité par le Folkets Hus och Parker, un organisme qui gère plus de 900 lieux publics en Suède.
Son écran panoramique de plus de 20 mètres de largeur est le plus grand écran de cinéma de Suède. La salle a été équipée au fil de son histoire des différentes avancées technologiques en matière de projection, et peut projeter en CinemaScope au format 70 mm.
Au début de l'année 1995, la salle, alors propriété de la chaîne de cinéma SF, est fermée. Elle est alors sauvée par un collectif réunissant, entre autres, le festival international du film de Göteborg, la poste de Göteborg et la municipalité.